# Abtei La Sauve-Majeure

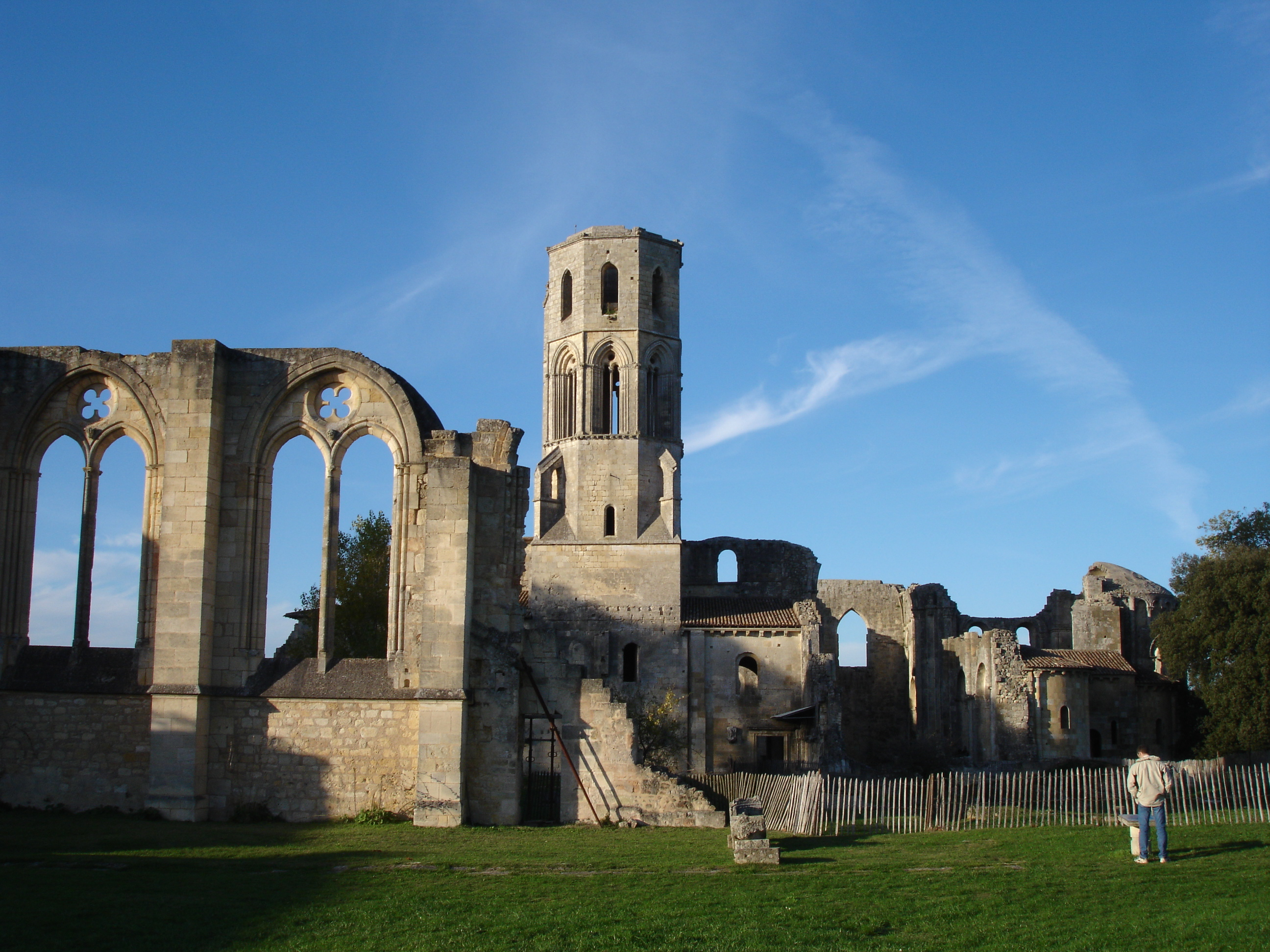
Ruinen der Abtei La Sauve-Majeure

Die Abtei La Sauve-Majeure ist eine ehemalige Benediktinerabtei in der französischen Region Nouvelle-Aquitaine. Ihre Ruinen erheben sich auf einem Hügel über dem Ort La Sauve im Département Gironde, nahe der Stadt Bordeaux. Seit 1998 sind die Ruinen als Teil des Weltkulturerbes der UNESCO „Jakobsweg in Frankreich“ ausgezeichnet.

## Geschichte
Der Name der Abtei leitet sich von Silva Major, großer Wald her. 1079 gründete der Mönch Gérard von Corbie dort an der Stelle einer ehemaligen Einsiedelei ein Kloster. Mit der Unterstützung von Wilhelm von Aquitanien und durch seine Lage am Jakobsweg entwickelte es sich schnell, im Jahr des Todes von Gérard 1095 zählte es bereits über 300 Mönche, und zwanzig Klöster waren ihm als Priorate zugeordnet.
Das Grab von Gérard, der 1197 heiliggesprochen wurde, entwickelte sich zu einer Pilgerstätte. Die ihm gewidmete Kirche wurde 1231 eingeweiht. Sie und die Klostergebäude konnten auf der Grundlage reicher Spenden in den nächsten zweihundert Jahren weiter vergrößert und ausgestattet werden. Die Überreste einiger reich verzierter Grabstätten finden sich heute in der Pfarrkirche und dem Ortsmuseum von La Sauve.
Mit dem Hundertjährigen Krieg begann der langsame Niedergang des immer noch reichen Klosters. Nach dessen Ende lebten dort noch sechs Mönche. Dennoch wurde ab 1456 ein Wiederaufbau angegangen, bis ins 17. Jahrhundert wurden regelmäßig neue Bauprojekte begonnen.
In der Französischen Revolution (1789–1799) wurde das Kloster aufgelöst und seine Reichtümer beschlagnahmt. 1804 wurden die Gottesdienste in die Pfarrkirche von La Sauve verlegt, 1809 stürzte die Decke der Kirche ein. In den Folgejahren brachen die Bewohner des Ortes Gebäude ab, um die Steine für eigene Bauten wieder zu verwenden. 1840 wurde die Ruine unter Denkmalschutz gestellt.
Zwischen 1837 und 1910 beherbergten die Klostergebäude eine Schule, nach dem Zusammenbruch eines Gebäudeteils wurde das Gelände jedoch endgültig aufgegeben.

## Baugestalt

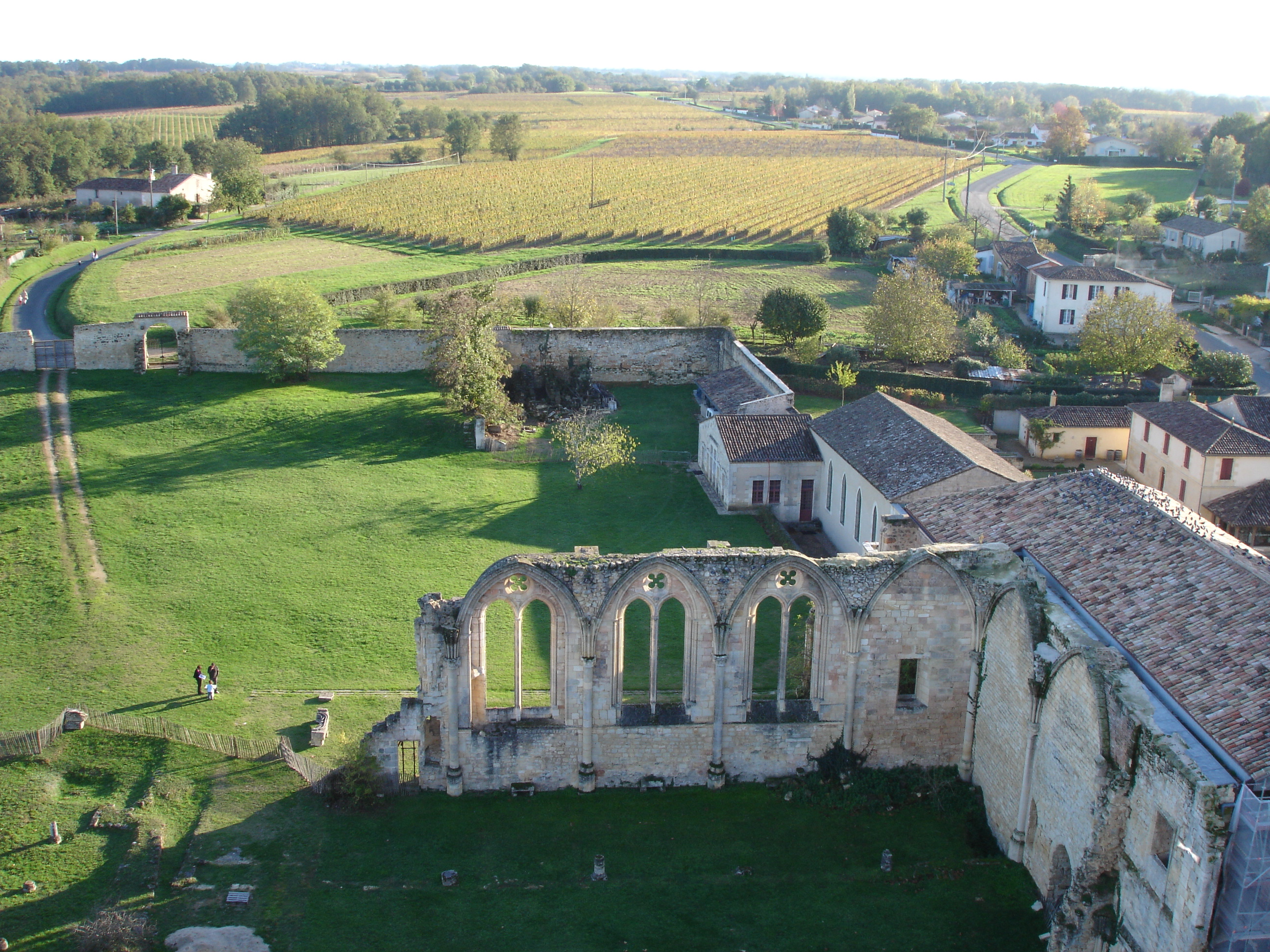
Blick vom Kirchturm auf die Reste des Dormitoriums

Das Kloster war befestigt. Die Mauern, die auf der Nordseite der Kirche einen Hang überragen, bilden die höchste Stelle, von dort erstrecken sich die Gärten und Klostergebäude nach Südosten. Die Hauptfassade zeigt nach Westen. Aus den Ruinen lässt sich noch die Gestalt der Kirche, des Kreuzganges, von Refektorium und Kapitelsaal ablesen.
Viele Mauern stehen noch, insbesondere haben der achteckige Kirchturm und die südliche Mauer des Kirchenschiffes die Zerstörungen überstanden. Ursprünglich hatte die Kirche drei Schiffe, abgeschlossen durch ein fünfzügiges Querschiff, an das sich fünf Chorkapellen anschlossen. An die Südseite schloss sich der Kreuzgang an. Bei dem noch intakten Gebäude auf der Westseite handelt es sich um das Refektorium.